# 멜로무비
《멜로무비》(영어: Melo Movie)는 넷플릭스에서 2025년 2월 14일 공개된 대한민국의 로맨스 드라마이다.

## 제작진

### 연출
- 오충환 : SBS 저녁 일일연속극 《가족의 탄생》(공동연출), SBS 드라마 스페셜 《별에서 온 그대》(공동연출), SBS 2부작 단막극 《내일을 향해 뛰어라》(연출), SBS 드라마 스페셜 《냄새를 보는 소녀》(공동연출), SBS 월화 미니시리즈 《닥터스》(연출), SBS 드라마 스페셜 《당신이 잠든 사이에》(공동연출), tvN 주말 미니시리즈 《호텔 델루나》(공동연출), tvN 주말 미니시리즈 《스타트업》(연출), MBC 금토 미니시리즈 《빅마우스》(공동연출), tvN 주말 미니시리즈 《무인도의 디바》(연출) 등 연출

### 극본
- 이나은 : 네이버 TV 웹 드라마 《전지적 짝사랑 시점 Part Ⅰ》(집필), 네이버 TV 웹 드라마 《전지적 짝사랑 시점 Part Ⅱ》(집필), 네이버 TV 웹 드라마 《[[전지적 짝사랑 시점 Part Ⅲ》(집필), 저서 《전지적 짝사랑 시점》(집필), 만화 《그 해 우리는 - 초여름이 좋아 Part Ⅰ》(집필), 만화 《그 해 우리는 - 초여름이 좋아 Part Ⅱ》(집필), MBC 5부작 금요 미니시리즈 《연애미수》(집필), SBS 월화 미니시리즈 《그 해 우리는》(집필) 등 집필

## 등장 인물

### 주요 인물
- 박보영 : 김무비 역 (아역: 조은솔)
- 최우식 : 고겸 역 (아역: 최예찬)
- 이준영 : 홍시준 역
- 전소니 : 손주아 역

### 주변 인물
- 김재욱 : 고준 역
- 고창석 : 마성우 역
- 차우민 : 우정후 역 (아역: 최자운)

### 그 외 인물
- 김영웅 : 박상식 역
- 김희정 : 무비 엄마 역
- 김다흰 : 무비 아빠 역
- 허형규 : 시준 형 역
- 최하슬 : 여학생 역
- 한재인 : 유림 역